# Camilo Catrillanca

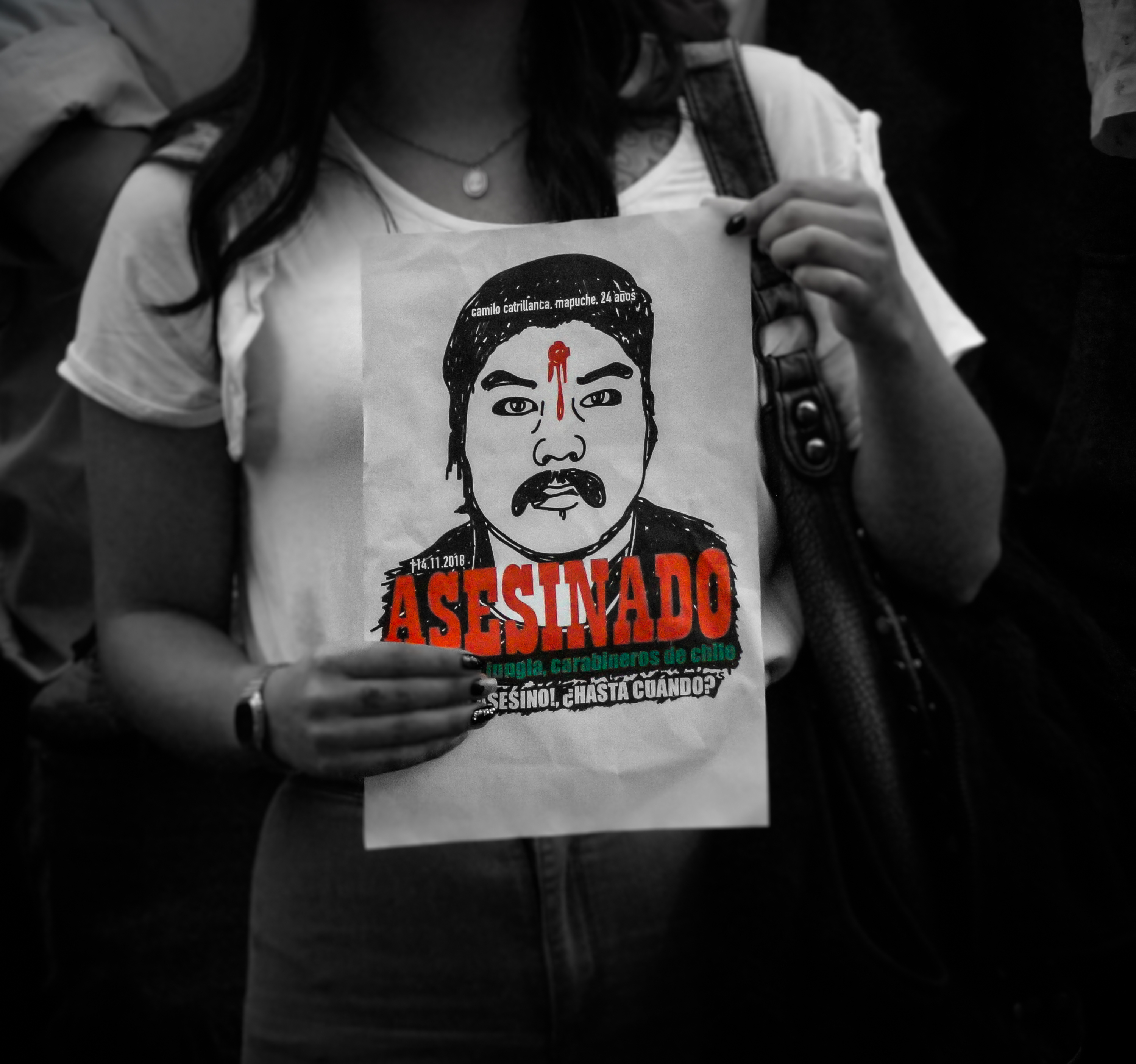
Das Gesicht Catrillancas als Ikone der Proteste gegen die Regierung und Polizeigewalt

Camilo Marcelo Catrillanca Marín (* 13. September 1994 in Victoria, Región de la Araucanía; † 14. November 2018 in Ercilla) war ein chilenischer Aktivist, der im November 2018 in Ercilla durch Mitglieder einer Spezialeinheit der Polizei mittels eines Kopfschusses getötet wurde. Der Vorfall und dessen widersprüchliche Behandlung durch die chilenischen Behörden führte zu landesweiten Protesten.

## Hintergründe

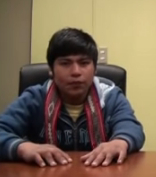
Catrillanca 2011 als 17-Jähriger

Der 24-jährige Catrillanca, Mitglied der Volksgruppe der Mapuche, lebte zusammen mit seiner Frau und seiner 6-jährigen Tochter in Ercilla. Er war Enkel des Lonko Juan Catrillanca und Sohn des Präsidenten der Mapuche-Gemeinschaft „Ignacio Queipul Millanao“ Marcelo Catrillanca. Camilo Catrillanca war bereits als Jugendlicher politisch aktiv. So beteiligte er sich beispielsweise 2011 an Schülerprotesten, welche unter anderem zur Einrichtung internationaler Bildungseinrichtungen und Stipendien führten.

## Der Mord
Catrillanca war auf dem Weg von der Feldarbeit zusammen mit einem 15-jährigen Begleiter auf seinem Traktor unterwegs, als er erschossen wurde. Dem ballistischen Gutachten zufolge drang die Kugel von hinten in seinen Kopf ein und stammte aus der Waffe des Polizisten Carlos Alarcón. Alarcón war zum Zeitpunkt des Mordes Mitglied des sogenannten „Comando Jungla“ (dt. Dschungelkommando), einer Sondereinheit der chilenischen Polizei, deren Mitglieder in einer Kooperation mit kolumbianischen Behörden in der Bekämpfung von Guerillagruppen im bewaffneten Konflikt ausgebildet wurden.
Der 15-Jährige, der Catrillanca auf dessen Traktor begleitete, wurde von den Polizisten festgenommen und körperlich misshandelt, überlebte den Zwischenfall jedoch. Das chilenische Instituto Nacional de Derechos Humanos (INDH) kündigte an, einen Strafantrag aufgrund der Misshandlungen zu stellen. Catrillanca verstarb wenige Stunden nach dem Kopfschuss an dessen Folgen.
Als Auslöser für den Polizeieinsatz wurde zunächst ein Autodiebstahl genannt, an dem der angeblich vorbestrafte Catrillanca beteiligt gewesen sein sollte.

## Reaktionen

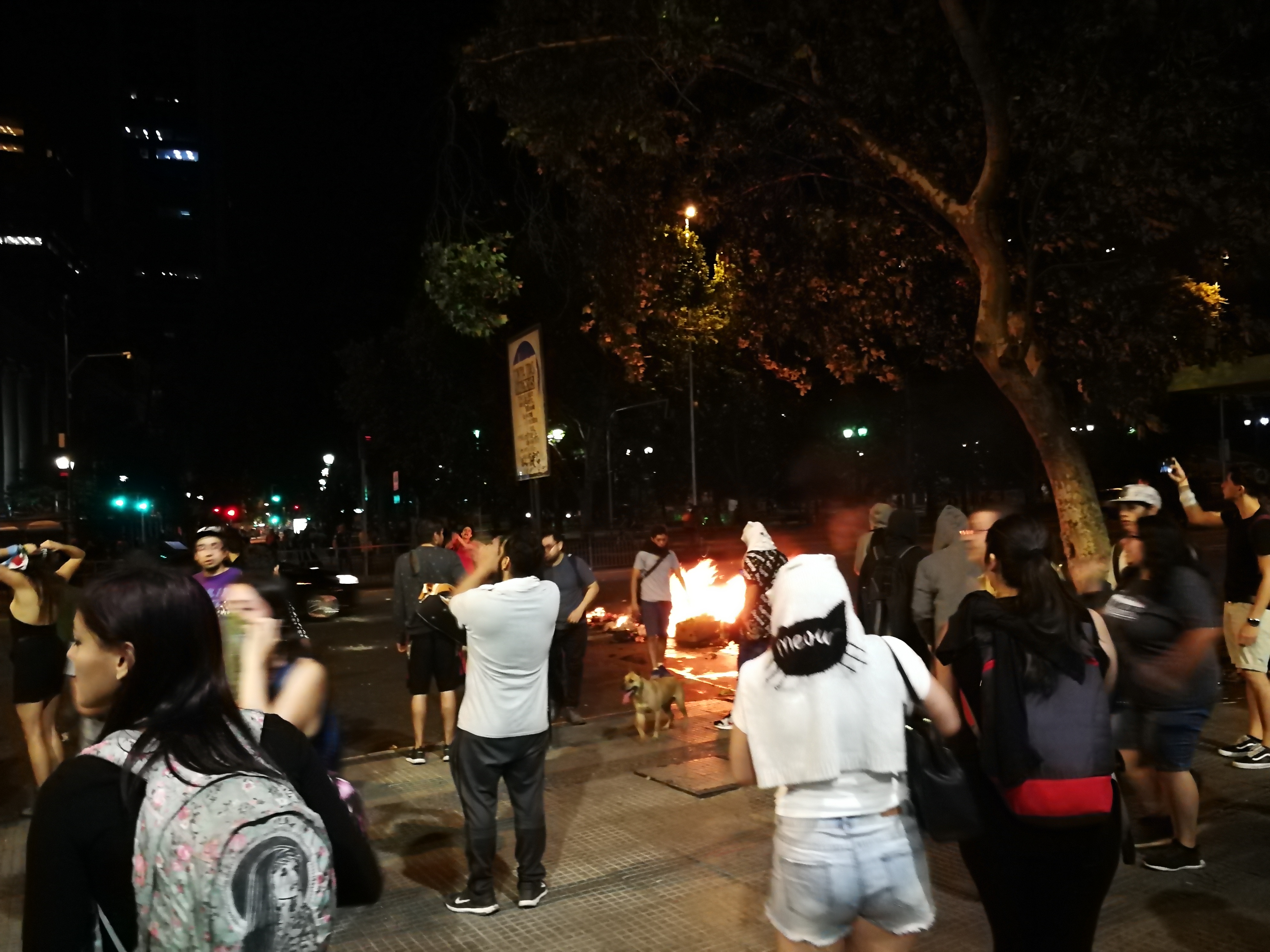
Proteste am 15. November 2018 in der Hauptstadt Santiago de Chile

Der Mord, die darauffolgende Berichterstattung und Widersprüche in den behördlichen Darstellungen sorgten für landesweite Proteste, die über Wochen anhalten sollten. 
Hatte es zunächst geheißen, Catrillanca sei vorbestraft und in einen Autodiebstahl verwickelt gewesen, stellte sich dies schnell als falsch heraus. Ein angebliches Feuergefecht zwischen Polizeieinheiten und den vermeintlichen Autodieben entpuppte sich ebenfalls als Lüge.
Der 15-Jährige Begleiter Catrillancas hatte angegeben, beobachtet zu haben, wie Alarcón eine Speicherkarte aus seiner Helmkamera nahm und diese zerstörte. Von Seiten der Polizei wurde dem zunächst widersprochen und behauptet, es seien beim Einsatz keine Bildaufnahmen gemacht worden. Am 18. November korrigierte Innenminister und Vizepräsident Andrés Chadwick Piñera, ein Cousin des chilenischen Präsidenten Sebastián Piñera, die bis dahin geltende offizielle Version, und gab zu, dass mit einer Helmkamera der Marke GoPro gemachte Filmaufnahmen von Alarcón vernichtet worden seien. Als Grund für die Zerstörung der Speicherkarte wurde vorgebracht, es hätte sich auf dieser privates Material einer „persönlichen Situation mit dessen Partnerin“ befunden, was zu Spekulationen führte, dass durch Mitglieder der Spezialeinheit über die bereits bestehenden Anschuldigungen hinaus öffentliche Mittel zur Erstellung privaten pornografischen Materials missbraucht worden seien.
Präsident Sebastián Piñera behauptete am 23. November, ein „Comando Jungla“ würde gar nicht existieren und es handele sich dabei um eine Erfindung der Medien. Dies konnte ebenfalls schnell als Lüge enttarnt werden, da interne sowie öffentliche Kommunikationspapiere der chilenischen Behörden den Begriff verwenden.
Als Reaktion auf Falschaussagen und Fehlverhalten von Polizei und Politik wurden von vielen Seiten Rücktrittsforderungen gegen Innenminister Chadwick und den Generaldirektor der Carabineros Hermes Soto laut sowie ein Abzug des Comando Jungla aus der Region verlangt.
Amnesty International nannte die Ermordung Catrillancas „empörend und alarmierend“. Die Vereinten Nationen in Chile drückten am 16. November ihr Mitgefühl über den Tod Catrillancas aus und forderten die chilenische Regierung zu einer vollständigen und transparenten Untersuchung des Falls auf.